# جايسي شان
جايسي شان (بالصينية: 房祖名) مواليد 3 ديسمبر 1982 في لوس أنجلوس، هو ممثل هونغ كونغي بدأ مسيرته الفنية عام 2004، وهو ابن الممثل الصيني المشهور جاكي شان.

## وصلات خارجية
- الموقع الرسمي
- جايسي شان على موقع IMDb (الإنجليزية)
- جايسي شان على موقع ألو سيني (الفرنسية)
- جايسي شان على موقع ميوزك برينز (الإنجليزية)
- جايسي شان على موقع أول موفي (الإنجليزية)
- جايسي شان على موقع قاعدة بيانات الفيلم (الإنجليزية)
- جايسي شان على موقع كينوبويسك (الروسية)